# Topeliuspriset (ungdomsböcker)
Topeliuspriset delas årligen ut i januari av föreningen Finlands ungdomsförfattare till finländska författare för en högklassig ungdomsbok som utkommit föregående år. Priset, som har delats ut sedan 1948, har namngetts efter Zacharias Topelius. Pristagaren utses av en trepersoners jury, som utses av föreningen. Prissumman är 2019 euro.

## Pristagare
- 1948 Aili Konttinen för Inkeri palasi Ruotsista (När Inkeri kom hem)
- 1949 Aili Konttinen för Hymyile, Krisse
- 1949 J.V. Wainio för Perman jousi
- 1950 Tauno Rautapalo för Rohkeita poikia
- 1951 Aaro Honka för Sisukkaat sarvikuonot, Suurleirin seikkailijat och Teatteriteinit
- 1952 Aili Somersalo för hela produktionen
- 1953 Leena Härmä för Tuittupää ja Rantakylän Sisu
- 1954 Marjatta Kurenniemi för Oli ennen Onnimanni
- 1955 Juuse Tamminen för Varjagien aarre
- 1956 Martti Haavio för Kultaomena och Tuhkimus
- 1957 Aale Tynni för Heikin salaisuudet
- 1958 Aira Kokki för Avattu ovi
- 1959 Aila Nissinen för Minä olen Lammenpei och Laulavat omenat
- 1960 Tauno Karilas för hela produktionen
- 1961 Salme Setälä för Minä olen Marlene
- 1962 Merja Otava för Minä, Annika ÄP
- 1963 Esteri Vuorinen för Kala-Keisarin porsas
- 1964 Pauli Kojo för Herrankukkaro
- 1965 Kaarina Helakisa för Satukirja
- 1966 Oili Tanninen för Nunnu
- 1967 Marjatta Kurenniemi för Onnelin ja Annelin talo
- 1968 Kaarlo Merimaa för hela produktionen
- 1969 Margareta Keskitalo för Tyttö kuunarilaiturilla
- 1970 Merja Otava för Kuuvuosi
- 1971 Rauha S. Virtanen för Joulukuusivarkaus
- 1972 Margareta Keskitalo för Liukuhihnaballadi
- 1973 Uolevi Nojonen för Askeetti ei saa komplekseja
- 1974 Mikko Samulinen för Tulikavio
- 1975 Pekka Suhonen för Manta
- 1976 Lasse Raustela för Noitakellot
- 1977 Asko Martinheimo för Lassinkyynel
- 1978 Tove Jansson för Den farliga resan
- 1979 Tuula Kallioniemi för Toivoton tapaus?
- 1980 Irmelin Sandman Lilius för hela produktionen
- 1981 Hellevi Salminen för Aikalisä
- 1982 Marita Lindquist för hela produktionen
- 1983 Arvi Arjatsalo för Sammatin Elias
- 1984 Marjatta Kurenniemi för hela produktionen
- 1985 Kaija Pakkanen för hela produktionen
- 1986 Kirsi Kunnas för hela produktionen
- 1987 Jukka Parkkinen för Kaupungin kaunein lyyli
- 1988 Asko Martinheimo för Tuhkanaama ja Taivaantakoja
- 1989 Uolevi Nojonen för Pallo sukassa
- 1990 Lasse Raustela för Vahdinvaihto
- 1991 Riitta Jalonen för Enkeliyöt
- 1992 Kirsi Kunnas för Tiitiäisen pippurimylly
- 1993 Leena Krohn för Salaisuuksia
- 1994 Inka Nousiainen för Kivienkeli
- 1995 Maria Vuorio för Jonakin toisena päivänä
- 1996 Hannu Mäkelä för Pönttölän väkeä (+ hela produktion)
- 1997 Hellevi Salminen för Sammakkoprinssi
- 1997 Tuija Lehtinen för Asvalttisoturi
- 1998 Taru Väyrynen och Tarmo Väyrynen för Jääsilmä
- 1999 Marja-Leena Tiainen för Rakas Mikael
- 2000 Kari Hotakainen för Näytän hyvältä ilman paitaa
- 2001 Raili Mikkanen för Aavikoiden sankari
- 2002 Hannele Huovi för Höyhenketju
- 2003 Maijaliisa Dieckmann för Luostarin Piritta
- 2004 Ritva Toivola för Kummitusjuna
- 2005 Reija Kaskiaho för Rastas
- 2006 Tuija Lehtinen för www.liisanblogi.net
- 2007 Timo Parvela för Tuliterä
- 2008 Annika Luther för Brev till världens ände
- 2010 Lauri Törhönen för Sello & Pallo: vaaleansininen rakkaustarina
- 2011 Kirsti Kuronen för Piruettiystävyys
- 2012 Jukka-Pekka Palviainen för Joku vieraileva tähti
- 2013 Salla Simukka för Jäljellä och Toisaalla
- 2014 Jyri Paretskoi för Shell's Angles
- 2015 Kalle Veirto för Säbätalvi
- 2016 Siiri Enoranta för Surunhauras, lasinterävä
- 2017 Siri Kolu för Kesän jälkeen kaikki on toisin
- 2018 Elina Rouhiainen för Muistojenlukija. Väki 1
- 2019 Anniina Mikama för Taikuri ja taskuvaras
- 2020 Briitta Hepo-oja för Suomea lohikäärmeille
- 2021 Meri Luttinen för Myrskynsilmä
- 2022 Anniina Mikama för Myrrys[2]
- 2023 Elina Pitkäkangas för Sang